# کفگیرک
کَفگیرَک (به انگلیسی: Carbuncle) از بیماری‌های پوستی و نوعی آبسه است.
زمانی که استافیلوکوکوس (باکتری)، فولیکول مو را در سطح عمقی‌تری دچار عفونت کند، باعث ایجاد نوعی بیماری پوستی به نام کورک می‌شود که اگر این عفونت‌ها بیشتر و بزرگ‌تر باشند به آن کفگیرک می‌گویند.
کفگیرک بر روی پوست معمولاً یک یا چند زخم چرک‌زا ایجاد می‌کند و باکتری آن واگیردار است و ممکن است به دیگر نقاط بدن شخص یا دیگران سرایت کند.